# Садове (Ахтубінський район)
Садове (рос. Садовое) — село у Ахтубінському районі Астраханської області Російської Федерації.
Населення становить 394 особи (2017). Входить до складу муніципального утворення Садове сільське поселення.

## Історія
Населений пункт розташований на території українського етнічного та культурного краю Жовтий Клин. Від 1975 року належить до Ахтубінського району.
Згідно із законом від 6 серпня 2004 року органом місцевого самоврядування є Садове сільське поселення.

## Населення
| 2002 | 2010 | 2012 | 2013 | 2014 | 2015 | 2016 |
| ---- | ---- | ---- | ---- | ---- | ---- | ---- |
| 448  | ↘411 | ↘409 | ↘408 | →408 | ↘406 | ↘401 |
| 2017 |      |      |      |      |      |      |
| ↘394 |      |      |      |      |      |      |